# انشلدسویک
شهر انشلدسویک (به سوئدی: Örnsköldsvik) در بخش آرنهوستوی، شهرستان وسترنورلاند در کشور سوئد واقع شده‌است. جمعیت این شهر ۱۱۹،۳۹۵  نفر است.